# Svante von Zweygbergk
Svante Gustav Adolf von Zweygbergk, född 24 oktober 1914 i Hangö, död 2001, var en finländsk-svensk ingenjör.
Svante von Zweygbergk, som var son till vicehäradshövding Ossian Waldemar von Zweygbergk och Agnes Maria Icén, blev student 1933, diplomingenjör i Helsingfors 1938 och teknologiedoktor där 1949 på avhandlingen Teorin för kortslutningsmotorn med trefas-delspår-övergångslindning. Han var ingenjör vid Oy Strömberg Ab 1938–1950, professor i teoretisk elektroteknik vid Tekniska högskolan i Helsingfors 1950–1955, lärare vid Tekniska läroverket i Helsingfors samma tid och professor i elektromaskinlära vid Chalmers tekniska högskola 1955–1981. Han blev ingenjörkapten 1943 och tilldelades Chalmersmedaljen 1988.